# Плодоріжка болотна
Плодорі́жка боло́тна (Anacamptis palustris) — рідкісна багаторічна рослина родини зозулинцеві, також відома під застарілою назвою зозули́нець боло́тний. Вид занесений до Червоної книги України в статусі «Вразливий». Декоративна, лікарська культура.

## Опис

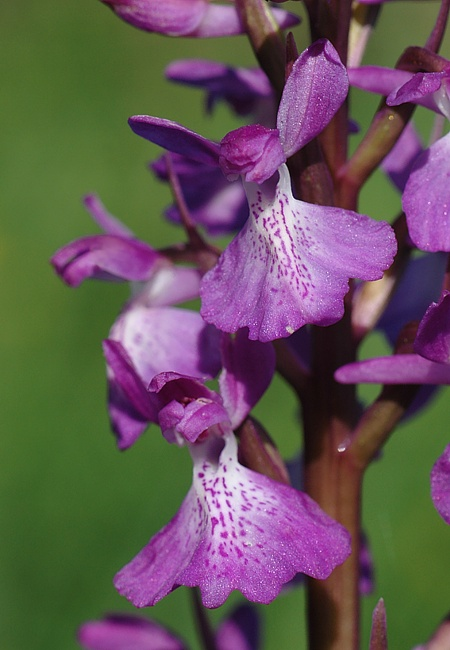
Квітки великим планом

Трав'яниста рослина 18-60 см заввишки. Бульби овальні, парні. Стебло порожнисте, вкрите 3-5 лінійно-ланцетними, світло-зеленими, жолобчастими листками, спрямованими догори. Приквітки ланцетні, зеленкувато-фіолетові.
Суцвіття колосоподібне, негусте, складається з 10-30 квіток. Квітки великі, пурпурові, рідше — рожево-білі, центральна частина губи всіяна дрібними фіолетовими цятками. Губа неглибоко трилопатева, розпростерта, 8-12 мм завдовжки, середня лопать широка, перевищує бічні, на верхівці трилопатева. Шпорець прямий, циліндричний, коротший за зав'язь, горизонтальний або іноді косо спрямований вгору.
Плід — суха коробочка. Цвітіння починається на півдні ареалу в квітні, в інших місцях триває у травні-липні. Плодоносить у липні-серпні. Розмножується насінням.
Число хромосом 2n = 36.

## Поширення
Ареал охоплює Малу Азію, Кавказ, Іран, Північну Африку, а також всю Європу, включно з островами в Балтійському і Середземному морі. На північній межі поширення в Норвегії та Швеції популяції нечисленні. У Бельгії і Чехії плодоріжка болотна майже повністю зникла, в інших частинах ареалу густина популяцій також незначна.
В Україні найчастіше зустрічається в Карпатах, Поліссі, Розточчі, Опіллі, Криму, рідше — у Лісостепу і степу.

## Екологія
Вологолюбна та світлолюбна рослина, що віддає перевагу вапняковим ґрунтам. В Карпатах зростає в поясі дубових, букових, ялицевих і смерекових лісів, у Закарпатті — в передгірському та нижньому гірському поясах, на вологих луках, серед чагарників, на пониженнях, у долинах річок, у рівнинних лісових, лісостепових та кримських степових районах — на перезволожених луках, подах, по краях рівчаків, боліт, серед вологих чагарників. Висотний діапазон становить 0-500 м над рівнем моря.
Квіти запилюються земляними джмелями, дрібне насіння розповсюджується за допомогою вітру.

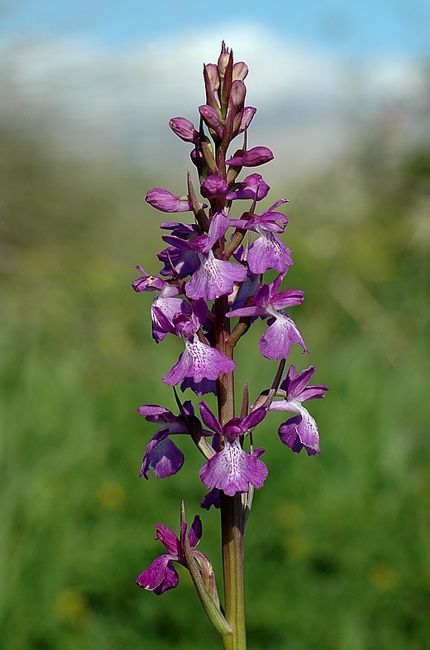
Плодоріжка болотна з о. Мальорка

## Значення і статус виду
Окрім Червоної книги України вид занесений до Червоної книги Італії, Росії, охоронного списку Бельгії, додатку до Конвенції про міжнародну торгівлю видами дикої фауни та флори, що перебувають під загрозою зникнення (CITES). По всьому ареалу спостерігається зменшення чисельності, а підвид Anacamptis palustris robusta взагалі зберігся лише у трьох місцях: на Балеарських островах, в Марокко та Алжирі. До того ж в Іспанії з 1300 особин лише 400 зростають у межах національного парку Альбуфера-де-Майорка, а заради збереження інших 900 довелось змінити проект поля для гольфу.
В Україні плодоріжку болотну охороняють у наступних заповідниках і національних парках: Чорноморському, Карпатському, Канівському, Ялтинському гірсько-лісовому, Дніпровсько-Орільському, Шацькому, Вижницькому, «Подільські Товтри» і «Святі гори».
Плодоріжку болотну зрідка вирощують в ботанічних садах як декоративну культуру. Раніше в народній медицині цю рослину заготовляли заради бульб, які сушили й отримували з них порошок «салеп». Його застосовували як обволікаючий засіб при кишково-шлункових розладах, отруєнні, а також як загальнозмінюючий засіб, особливо при лікуванні дітей. Втім через низьку чисельність плодоріжка болотна втратила господарське значення.

## Систематика
Вид вперше описаний в 1786 році Ніколаусом Йозефом фон Жакеном, який відніс його до роду Orchis. Пізніше цю рослину розглядали як підвид плодоріжки рідкоквіткової. За сучасною класифікацією його відносять до роду Anacamptis. В межах виду налічують три підвиди й декілька гібридів:
- Anacamptis palustris subsp. elegans (Heuffel) R.M.Bateman & A.Pridgeon & M.W.Chase
- Anacamptis palustris subsp. palustris
- Anacamptis palustris subsp. robusta (T.Stephenson) R.M.Bateman &A.Pridgeon & M.W.Chase
- Anacamptis × duquesnei (A. palustris × A. pyramidalis)
- × Serapicamptis (Anacamptis × Serapias)
- × Serapicamptis mutata (E.G.Camus) J.M.H.Shaw, 2005 (A. palustris × S. neglecta)

## Синоніми
- Anacamptis palustris (Jacq.) R.M. Bateman, Pridgeon & M.W. Chase (1997)
- Anacamptis palustris subsp. robusta (T. Stephenson) R.M. Bateman, Pridgeon & M.W. Chase (1997)
- Anacamptis robusta (T. Stephenson) R.M. Bateman (2003)
- Orchis laxiflora subsp. palustris (Jacq.) Bonnier & Layens (1894)
- Orchis laxiflora subsp. robusta (T. Stephenson) H. Sund (1980)
- Orchis laxiflora var. mediterranea (Guss.) D. Rivera & López Vélez (1987)
- Orchis laxiflora var. palustris (Jacq.) W.D.J. Koch (1844)
- Orchis mediterranea Guss (1826)
- Orchis palustris Jacq. (1786)
- Orchis palustris subsp. mediterranea (Guss.) Malag comb. inval. (1969)
- Orchis palustris var. mediterranea (Guss.) Schltr. (1932)
- Orchis palustris var. robusta T. Stephenson (1931)
- Orchis robusta (T. Stephenson) Gölz & H.R. Reinhard (1976)
- Serapias palustris (Jacq.) Vela & Lallain